# Philibert Tsiranana
Philibert Tsiranana (Ambarikorano, 28 de octubre de 1912 - Antananarivo, 16 de abril de 1978) fue el primer presidente de Madagascar después del final del dominio colonial francés.

## Biografía
Tsiranana nació en Ambarikorano, en la región de Mahajanga, el 28 de octubre de 1912 (según la mayor parte de las fuentes; otras fuentes citan el 18 de octubre o incluso el año 1910 como fecha de nacimiento), hijo de criadores de ganado. Estudió en la Universidad de Montpellier en Francia entre los años 1946 y 1950. En Francia, fue uno de los fundadores del Parti des déshérités de Madagascar (Partido de los Desheredados de Madagascar), de ideología socialista. En 1952, regresa a Madagascar. Distanciado de los dirigentes del Partido de los Desheredados, funda el Parti Social Démocrate de Madagascar (PSM, Partido Social Demócrata de Madagascar) en 1956. En 1958, fue nombrado primer ministro del territorio de Madagascar y el 26 de junio de 1960, con la proclamación de la independencia, pasó a ser el primer presidente de la República Malgache, nombre oficial de Madagascar hasta 1975.
En 1972, ante las protestas populares contra su régimen, cedió el poder al general Gabriel Ramanantsoa, que se convirtió en el nuevo Presidente de la República. Tsiranana intentó volver a la política activa, fundando en 1974 un nuevo partido, el Parti Socialiste Malgache (Partido Socialista Malgache). En 1975, durante la época del gobierno militar provisional de Gilles Andriamahazo, se postula para retomar la presidencia. El directorio militar liderado por Andriamahazo decide, sin embargo, nombrar presidente a Didier Ratsiraka. Tsiranana se retiró entonces definitivamente de la política, y se mantendría alejado de toda actividad pública hasta su muerte en 1978.